# 中静悠斗
松川健大（英語：Yuto Nakashizu，2006年6月19日—），日本男子羽毛球運動員，亦為現役日本國家羽毛球隊。栃木县出生，目前就读于双叶未来高中，并效力于NTT东日本俱乐部。

## 簡歷
2021年8月，他参与国内举办的全國中學生錦標賽上，他與搭檔藤吉樹裡一起擊敗了紅白有惠／稻川蓮次郎，贏得了男子雙打冠軍。
2023年9月，他与搭档松川健大参与国内举办的全日本青少年賽决赛中，逆轉擊敗埼玉榮高中的三浦大地／稻川連二郎，奪得男子雙打冠軍。此外，在男子單打决赛中，顺利地擊敗队友的山田龍平，奪得雙冠。
2024年3月，他与搭档松川健大参与国内举办的全國高中選拔賽男子雙打项目中，在半決賽中戰勝了埼玉榮高中的小白有上／澤田修司，並在決賽中直落兩盤戰勝了埼玉榮高中的三浦大地／稻川連二郎，奪得了冠軍。

## 主要比賽成績
只列出曾進入準決賽的國際賽事成績：
| 年份   | 賽事                 | 公開賽級別 | 項目     | 拍檔 | 成績 |
| ------ | -------------------- | ---------- | -------- | ---- | ---- |
| 2023年 | 亞洲青年羽毛球錦標賽 | 其他       | 混合團體 | －   | 冠軍 |
| 2024年 | 世界青年羽毛球錦標賽 | 其他       | 混合團體 | －   | 季軍 |
| 2024年 | 世界青年羽毛球錦標賽 | 男子雙打   | 松川健大 | 季軍 |      |

| 2018-2026年 | 總決賽 | 超級1000賽 | 超級750賽 | 超級500賽 | 超級300賽 | 超級100賽 | 國際挑戰賽 | 國際系列賽 | 未來系列賽 | 其他 |